# Neodictya suavis
Neodictya suavis är en insektsart som först beskrevs av Ronald Gordon Fennah 1957.  Neodictya suavis ingår i släktet Neodictya och familjen Dictyopharidae. Inga underarter finns listade i Catalogue of Life.